# Lánycsók, Baranya
Lánycsók (în germană Lantschuk) este un sat în districtul Mohács, județul Baranya, Ungaria, având o populație de 2.532 de locuitori (2011).

## Demografie
Componența etnică a satului Lánycsók
     Maghiari (77,88%)
     Germani (16,02%)
     Romi (3,14%)
     Croați (1,82%)
     Necunoscut (0,38%)
     Alții (0,76%)
Componența confesională a satului Lánycsók
     Romano-catolici (58,77%)
     Fără religie (8,21%)
     Reformați (2,61%)
     Necunoscută (28,95%)
     Alte religii (1,94%)
Conform recensământului din 2011, satul Lánycsók avea 2.532 de locuitori. Din punct de vedere etnic, majoritatea locuitorilor (77,88%) erau maghiari, existând și minorități de germani (16,02%), romi (3,14%) și croați (1,82%). Apartenența etnică nu este cunoscută în cazul a 0,38% din locuitori.  Din punct de vedere confesional, majoritatea locuitorilor (58,77%) erau romano-catolici, existând și minorități de persoane fără religie (8,21%) și reformați (2,61%). Pentru 28,95% din locuitori nu este cunoscută apartenența confesională.